# Luhasoo
Luhasoo (også: Vanamõisa soo, Kellamäe soo) er en mose i Rõuge Vald, Võrumaa. Mosens areal er 1.546 ha. Mosen ligger i Luhasoo maastikukaitseala (landskabsfredningsområde).
Mosens tørvelag er 4–5 m tykt.